# Hindsight (película de 2011)
Hindsight (en hangul: 푸른소금; RR: Pureun Sogeum, lit. 'Sal azul') es una película surcoreana de 2011 escrita y dirigida por Lee Hyun-seung, y protagonizada por Song Kang-ho y Shin Se-kyung. Se estrenó el 31 de agosto de 2011.

## Sinopsis
Busan, Corea del Sur, en la actualidad. El legendario gánster retirado Yoon Doo-hun (Song Kang-ho) sueña con abrir un restaurante y se inscribe en una clase de cocina, donde conoce a Jo Se-bin (Shin Se-kyung). Doo-hun se entera de que su antiguo jefe, Man-gil, ha muerto tras ser atropellado por un coche; Los miembros de la banda necesitan encontrar la última voluntad de Man-gil para ver a quién nominó como su sucesor, aunque la mayoría espera que sea Doo-hun. Mientras tanto, la compañera de habitación de Se-bin, Lee Eun-jung (Esom), se ha endeudado con algunos prestamistas de Haeundae, que obligan a Se-bin, a cambio, a espiar a Doo-hun. Después de que Eun-jung roba una maleta que contiene cocaína de los prestamistas, Se-bin recibe la orden de matar a Doo-hun, pero no se atreve a hacerlo. En cambio, Eun-jung intenta atropellarlo con un auto y posteriormente desaparece. Doo-hun sobrevive y asume el cargo de líder de su antigua banda, con la intención de descubrir quién mató a Man-gil. Entre varios problemas, tiene que lidiar con Baek Kyung-min (Lee Jong-hyuk), un joven ambicioso de la banda, y continúa su ambigua relación con Se-bin, quien está bajo presión de la jefa de la agencia de asesinatos Madame Kang (Youn Yuh-jung) para matarlo.

## Reparto
- Song Kang-ho como Yoon Doo-hun, un gánster retirado y que aspira a abrir un restaurante.[6][7][8]
- Shin Se-kyung como Jo Se-bin, una joven atleta del equipo nacional de tiro obligada a retirarse tras un grave accidente, que por el chantaje de unos prestamistas está obligada a vigilar y después a matar a Doo-hun.[3][9]
- Chun Jung-myung como Ae-gu, la mano derecha de Doo-hun.
- Lee Jong-hyuk como Baek Kyung-min, amigo y rival de Doo-hun.
- Kim Min-jun como K, otro asesino contratado para matar a Doo-hun.
- Youn Yuh-jung como Madame Kang, dirige una prestigiosa agencia de asesinatos por encargo.
- Lee Geung-young como Choi Go-mun.
- Kim Roi-ha como Kim Gi-chul.
- Oh Dal-su como el maestro Yook, antiguo entrenador de Se-bin y responsable del accidente que la obligó a retirarse.
- Esom como Lee Eun-jung, amiga y compañera de Se-bin.
- Jang Young-nam como la instructora de la escuela de cocina.
- Kim Jong-gu como el jefe de banda Du.
- Jo Young-jin como el jefe de banda Ki.
- Jo Deok-je como el jefe de banda Ri.
- Choi Deok-moon como el jefe de la banda Haeundae.
- Yang Ki-won como el subjefe de la banda Haeundae.
- Jo Sung-hee como miembro de la banda Haeundae.

- Lee Jong-pil como Yong-soo.
- Jin Yang-hye como locutor de noticias.
- Song Jae-ryong como empleado del karaoke.

## Producción
Se trata de la vuelta a la dirección de cine de Lee Hyun-seung desde Siwolae (2000), un período de diez años en los que solo realizó cortometrajes.

## Estreno y recepción
Hindsight se estrenó en Corea del Sur el 31 de agosto de 2011. Fue vista por 771 000 espectadores, que dejaron una taquilla equivalente a 4 960 420 dólares. Se exhibió asimismo en octubre del mismo año en el 16º Festival Internacional de Cine de Busan, y en febrero de 2012 en el 10º Festival de Cine Coreano de Nueva York (NYKFF). El estreno en Europa fue en ese mismo mes de febrero en el 62.º Festival Internacional de Cine de Berlín, dentro del programa Culinary Cinema.

### Recepción crítica
Russell Edwards (Variety) critica la trama intrincada y la opacidad de las motivaciones de los personajes, así la falta de ritmo del guion y el final, que juzga absurdo. Como aspectos positivos, destaca algunas escenas de acción memorables, que «se realizan de manera exquisita», la fotografía de Kim Byung-seo, así como las interpretaciones de Son Kang-ho y Shin Se-kyung.
También Lee Hyo-won (The Korea Times) critica «un final sorpresa que disipa la magia» como el mayor error de la película, mientras resalta la habilidad del director «para pintar escenas hermosas, capturar un ambiente y crear matices sutiles entre los personajes», así como las «impactantes imágenes», que sin embargo, a causa de una estructura narrativa entrecortada, «terminan sintiéndose como un video musical muy, muy largo y costoso».